# Sergio Mattarella
Sergio Mattarella (Palermo, 23 de julio de 1941) es un político, jurista, académico y abogado italiano que se desempeña como presidente de Italia desde 2015. Es el presidente con más años de servicio en la historia de Italia. Tras la muerte de Giorgio Napolitano en 2023, Mattarella se convirtió en el único presidente italiano vivo.
Mattarella, político católico de centro izquierda, fue un miembro destacado del partido Democracia Cristiana desde principios de la década de 1980 hasta su disolución. Se desempeñó como ministro de Relaciones Parlamentarias de 1987 a 1989 y ministro de Educación de 1989 a 1990. En 1994, Mattarella fue uno de los fundadores del Partido Popular Italiano (PPI), y fue vice primer ministro de Italia de 1998 a 1999 y ministro de Defensa de 1999 a 2001. Se unió a La Margarita en 2002 y fue uno de los fundadores del Partido Demócrata (PD) en 2007, abandonándolo cuando se retiró de la política en 2008. También se desempeñó como juez de la Corte Constitucional de Italia de 2011 a 2015.
El 31 de enero de 2015, Mattarella fue elegido presidente en la cuarta votación, apoyado por la mayoría de la coalición de centro izquierda encabezada por el PD y los partidos centristas. Fue reelegido para un segundo mandato el 29 de enero de 2022 por una amplia mayoría de partidos políticos, convirtiéndose en el segundo presidente italiano en ser reelegido, siendo el primero Napolitano. Hasta 2023, cinco primeros ministros han servido bajo su presidencia, entre ellos Matteo Renzi, entonces líder del PD y principal patrocinador de su candidatura presidencial, Paolo Gentiloni, un destacado miembro del PD que sucedió a Renzi tras su dimisión en 2016,Giuseppe Conte, en aquel momento un político independiente que gobernó tanto con coaliciones de derecha como de izquierda en dos gabinetes consecutivos, Mario Draghi, banquero y ex presidente del Banco Central Europeo, que fue nombrado por Mattarella para liderar un gobierno de unidad nacional tras la dimisión de Conte, y por Giorgia Meloni, primera mujer en ocupar la presidencia del Consejo de ministros y líder de la coalición de derecha que ganó las elecciones generales de septiembre de 2022.
Durante su largo mandato, Italia enfrentó las secuelas de la Gran Recesión, así como la grave crisis migratoria europea, que marcó profundamente la vida política, económica y social italiana, provocando el surgimiento de partidos populistas. Además, en 2020, Italia se convirtió en uno de los países más afectados por la pandemia de COVID-19, siendo el primer país del mundo occidental en implementar un bloqueo nacional para detener la propagación de la enfermedad.

## Biografía
Sergio Mattarella nació en Palermo, en el seno de una prominente familia siciliana; su padre, Bernardo Mattarella, fue un activista antifascista perseguido por la dictadura de Benito Mussolini que, junto a Alcide De Gasperi, fue uno de los fundadores del partido Democracia Cristiana (DC), que dominaría la política italiana durante casi cincuenta años; Bernardo sirvió como ministro muchas veces. Su hermano, Piersanti Mattarella, fue un militante democristiano que sirvió como presidente de Sicilia desde 1978 hasta 1980, cuando fue asesinado por la Cosa Nostra.
Durante la adolescencia, Sergio Mattarella fue miembro de la "Acción Católica" (Azione Cattolica) y se graduó en derecho en la Universidad de Palermo, donde más tarde fue profesor de procedimiento parlamentario.

## Trayectoria política
Después de la muerte de su hermano, Mattarella ingresó a la política y fue elegido como diputado en 1983 dentro de la facción de izquierda de los demócratas cristianos, que apoyaba un acuerdo con el Partido Comunista Italiano, conducida por Enrico Berlinguer. Al año siguiente fue acusado por el secretario del DC Ciriaco De Mita de "limpiar" a la facción siciliana del partido bajo la influencia de la mafia, de hecho en esos años dentro de Cosa Nostra había hombres como Salvo Lima o Vito Ciancimino que eran prominentes políticos demócratas cristianos. En 1985 Mattarella apoyó al joven abogado Leoluca Orlando, quien había sido colaborador cercano de su hermano Piersanti durante su Gobernación, como nuevo alcalde de Palermo.

### Antes de la presidencia (1989-2015)
Mattarella fue nombrado ministro de Asuntos Parlamentarios en los gobiernos liderados por los ministros del DC Giovanni Goria y Ciriaco De Mita y ministro de Educación en 1989 en el sexto gabinete de Giulio Andreotti, un líder del DC; pero luego renuncia a su cargo, junto con otros ministros, en 1990 tras la aprobación del Parlamento de la ley Mammì, que liberalizaba los medios de comunicación en Italia, al ser visto como un favor para el magnate de los medios Silvio Berlusconi.
En 1990 Mattarella fue nombrado subsecretario de la Democracia Cristiana y renunció dos años más tarde para convertirse en director de Il Popolo, periódico oficial del partido, donde permanecería hasta 1994, cuando renunció después de las tensiones con el nuevo dirigente del partido Rocco Buttiglione, quien quería firmar una alianza con el partido conservador Forza Italia, el nuevo partido del magnate de los medios Silvio Berlusconi. Tras el referéndum italiano de 1993 elaboró una nueva ley electoral, conocida como Mattarellum. Cuando fue disuelta la DC, después del escándalo de corrupción Tangentopoli en 1994, ingresó, junto con muchos otros miembros de la democracia cristiana, al Partido Popular Italiano.
Mattarella fue uno de los primeros partidarios del economista boloñés Romano Prodi en las elecciones generales de 1996, a la cabeza de la coalición de centro-izquierda El Olivo (L'Ulivo); después de las elecciones, con la victoria de la centro-izquierda, Mattarella sirvió como presidente del grupo parlamentario del Partido Popular. Dos años más tarde, cuando el gobierno de Prodi cayó, fue nombrado vice primer ministro y ministro de Defensa en el gobierno encabezado por el líder socialista democrático Massimo D'Alema. Como ministro de Defensa apoyó la intervención de la OTAN en Yugoslavia contra el dictador serbio Slobodan Miloševic; también aprobó una reforma de las fuerzas armadas italianas que abolió la conscripción forzada. Después de la dimisión de D'Alema en el año 2000, Mattarella mantuvo su posición como ministro de Defensa bajo el gobierno de Giuliano Amato.
En octubre de 2000 se disolvió el Partido Popular, formando el partido político Democracia es Libertad-La Margarita (DL); Mattarella fue reelegido para el Parlamento italiano en las elecciones generales de 2001 y 2006, como candidato para las coaliciones de centro-izquierda, El Olivo y La Unión (L'Unione).
En 2007 estuvo entre los fundadores del recién formado Partido Democrático, una gran carpa socialdemócrata que era la fusión de La Margarita y los demócratas de la izquierda, heredero del Partido Comunista.
El 5 de octubre de 2011 fue elegido por el Parlamento italiano para ser juez de la corte constitucional. Prestó juramento el 11 de octubre de 2011.

### Presidente de Italia (desde 2015)
El 31 de enero de 2015 fue elegido presidente de Italia al término de la cuarta votación, cuando bastaba con la mayoría simple, obtuvo 665 votos, superando ampliamente los 505 necesarios, según el recuento oficial.
A pesar de que su intención inicial era no renovar y retirarse de la política, para evitar un bloqueo político decidió aceptar un segundo mandato. Así, el 29 de enero de 2022 fue reelegido presidente de la República Italiana; segundo presidente en renovar por un segundo mandato tras Giorgio Napolitano.

## Reconocimientos
- Collar de la Orden Mexicana del Águila Azteca (2016)[21]
- Orden del Libertador San Martín (2017)[22]
- Collar de la Orden de Isabel la Católica (2021)[23]
- Gran Cordón de la Orden de Leopoldo (2021)
- Collar de la Orden de Carlos III (2024).[24]